# The Andromeda Strain
The Andromeda Strain is Amerikaanse sciencefictionfilm uit 1971 onder regie van Robert Wise. Het is de verfilming van een roman van Michael Crichton uit 1969. In 2008 kwam er nog een televisieserie 2008 van Mikael Salomon met dezelfde naam.

## Verhaal
Bij het dorpje Piedmont in New Mexico stort een satelliet neer. De satelliet werd gebruikt om micro-organismen in de bovenste lagen van de atmosfeer te onderzoeken voor biologische oorlogvoering.
Als de regering mensen naar de plek stuurt waar de satelliet is neergestort, blijkt iedereen in het dorp op bizarre wijze te zijn gestorven. Sommigen hebben zelfmoord gepleegd. De doodsoorzaak lijkt algehele bloedklontering te zijn. Een groep wetenschappers wordt ingezet om uit te zoeken wat er is gebeurd. De satelliet wordt met de twee overlevenden uit het dorp ter observatie meegenomen naar een ondergronds complex in de Nevadawoestijn genaamd "Wildfire". De gemuteerde micro-organische levensvorm die is meegenomen door de satelliet wordt de "Andromeda strain" (de Andromeda stam) genoemd.
Binnen een paar dagen muteert het organisme in een vorm die synthetische stoffen kan laten oplossen. Dit zorgt ervoor dat de zelfvernietigings-functie van het laboratorium wordt geactiveerd. Dat betekent dat er binnen een bepaalde tijd een nucleaire bom zal afgaan die ervoor zorgt dat alle bacteriële (en andere) levensvormen worden vernietigd.
De wetenschappers zijn er echter inmiddels achter gekomen dat het organisme juist zal gedijen op de straling die bij zo'n explosie vrij komt. Daardoor kan de Andromeda Strain muteren in een superkolonie in de vrije buitenlucht. Eén wetenschapper zet vervolgens alles op alles om de bom op tijd te ontmantelen. Dit lukt hem.

## Rolverdeling
| Acteur                  | Personage                       |
| ----------------------- | ------------------------------- |
| Arthur Hill             | Dr. Jeremy Stone                |
| David Wayne             | Dr. Charles Dutton              |
| James Olson             | Dr. Mark Hall                   |
| Kate Reid               | Dr. Ruth Leavitt                |
| Paula Kelly             | Karen Anson                     |
| George Mitchell         | Jackson                         |
| Ramon Bieri             | Maj. Manchek                    |
| Peter Hobbs             | Gen. Sparks                     |
| Kermit Murdock          | Dr. Robertson                   |
| Richard O'Brien         | Grimes                          |
| Eric Christmas          | Senator uit Vermont             |
| Mark Jenkins            | Lt. Shawn (Piedmont team)       |
| Peter Helm              | Sgt. Crane (Piedmont team)      |
| Joe Di Reda             | Wildfire Computer Sgt. Burk     |
| Carl Reindel            | Lt. Comroe                      |
| Ken Swofford            | Toby (technicus)                |
| Frances Reid            | Clara Dutton                    |
| Richard Bull            | Air Force majoor                |
| John Carter             | MP Capt. Morton                 |
| Harold Dyrenforth       | Dr. Haraold O. Dyrenforth       |
| Paul Ballantyne         | Directeur ziekenhuis            |
| Ivor Barry              | Murray                          |
| Joe Billings            | Wetenschapper                   |
| Michael Bow             | MP bij Stone's huis             |
| Walter Brooke           | Assistant to Cabinet Secretary  |
| Susan Brown             | Allison Stone                   |
| Jan Burrell             | Moeder (Piedmont)               |
| Dee Carroll             | Technicus                       |
| Duke Cigrang            | Vader (Piedmont)                |
| Michael Crichton        | Chirurg met baard               |
| Lisa Daniels            | Vrouw                           |
| Sandra de Bruin         | Technicus                       |
| Bill Dunbar             | Vandenberg AFB sergeant         |
| Walker Edmiston         | Stem                            |
| Judy Farrell            | Pam                             |
| Lance Fuller            | Man                             |
| James W. Gavin          | Dempsey (helikopter piloot)     |
| Ray Harris              | Wetenschapper                   |
| Rob Hughes              | Air Force technicus             |
| Jason Johnson           | Dr. Benedict                    |
| Glenn Langan            | Cabinet Secretary               |
| Bart La Rue             | Medic captain                   |
| Johnny Lee              | Jongen                          |
| Theodore Lehmann        | Wetenschapper                   |
| Tom McDonough           | Stetson                         |
| David McLean            | Sen. McKenzie (New Mexico)      |
| Cliff Medaugh           | Burger                          |
| Victoria Paige Meyerink | -                               |
| Midori                  | Bess (laborant)                 |
| Robert 'Bob' Olen       | Soldaat                         |
| Francisco Ortega        | Bewaker bij Agricultural Center |
| Emory Parnell           | Pete 'Old Doughboy' Arnold      |
| Michael Pataki          | Operator van 'The Hands'        |
| Alma Platt              | Vrouw                           |
| Ford Rainey             | bijrol                          |
| Quinn K. Redeker        | Capt. Morris                    |
| Georgia Schmidt         | Oude vrouw (Piedmont)           |
| Reuben Singer           | Dr. Rudolph Karp                |
| Robert Soto             | Manuel Rios (de baby)           |
| Gilchrist Stuart        | Man                             |
| Joan Swift              | Ontsmettings receptionist       |
| Lorna Thayer            | Vrouw                           |
| Garry Walberg           | Technicus                       |
| Len Wayland             | Utah crash site officier        |
| Gary Waynesmith         | Air Force technicus             |
| Russ Whiteman           | Burger                          |

## Trivia
- Het boekpersonage Dr. Peter Leavitt is in de film vervangen door een vrouw: Dr. Ruth Leavitt.
- Eén enkele set werd telkens overgeschilderd om de verschillend gekleurde gangen van het Wildfire-complex te filmen. Robert Wise filmde alle scènes achter elkaar die zich afspelen op een bepaald "level" en daarna werd de set overgeschilderd voor de scènes van een ander "level". Wise gebruikte dezelfde truc later in Star Trek: The Motion Picture.
- In de film krijgt Dr. Ruth Levitt een epileptische aanval door een knipperend rood licht. Er werd veel zorg besteed aan de frequentie waarmee het licht knipperde om ervoor te zorgen dat kijkers naar de film niet werkelijk een epileptische aanval zouden krijgen.
- Een jonge Michael Crichton heeft een cameo in de film. Dit is op het moment dat Dr. Hall te horen krijgt dat hij de voorbereidingen op een operatie moet staken en zich moet melden voor Wildfire.
- Een beperkte oplage van de filmmuziek is uitgebracht op zeshoekige grammofoonplaten.